# Fra ord til handling
Fra ord til handling er en dansk dokumentarfilm fra 1991.

## Handling
Denne artikel mangler et handlingsreferat. Hjælp os med at skrive det.